# Justin Pollard
Justin David Pollard (Hertfordshire, 1968) es un historiador británico, escritor, productor de televisión y guionista.

## Biografía
Justin Pollard es un conocido historiador, escritor, guionista de películas y de series de televisión. Nació el año 1968 en Hertfordshire donde estudió en el St Albans School. Continuó sus estudios en el Downing College de Cambridge donde se graduó, con los máximas calificaciones y honores, en Arqueología y Antropología. 
Después de su estancia en la universidad, trabajó durante un año como arqueólogo en el Museo de Historia Natural de Londres, concretamente en la excavación del antiguo monasterio de Thomas Becket, conocido como Merton Priorat. Durante ese tiempo desarrolla programas educativos para visitas escolares en la Fundación Arqueológica (Surrey Heath Archaeological and Heritage Trust) de Surrey, por los que dicha Fundación recibirá el galardón de Webster Graham (Graham Webster Laurels) dentro de los Premios de Arqueología Británicos (British Archaeology Awards) por su contribución a la educación en arqueología.

### Guionista y productor de documentales
En 1990 Justin Pollard deja de trabajar en el Museo de Lóndres, para dedicarse a la producción de documentales. Inicialmente participará como investigador, luego como guionista y productor. Ha colaborado en las series QI (Quite Interesting) de la cadena de televisión BBC, Time Team de Canal Cuatro, en el especial de Navidad Time Team’s History of Britain, en Geldof in Africa de Bob Geldof, en Terry Jones Barbarians. También ha escrito el capítulo Egypt’s Golden Empire, primero de la tercera temporada de la serie Historia del nuevo Imperio egipcio (History of the Egyptian New Kingdom) para la BBC y Lion Television, capítulo que fue nominado a un Premio Emmy. Además ha escrito y producido numerosos documentales para muchas otras cadenas de televisión y productoras

### Guionista y asesor histórico de películas
Además de guionista y productor de documentales, Justin dirige una empresa que presta servicios de consultoría sobre historia y guiones históricos para películas. Tiene una larga historia de colaboración con el director indio Shekhar Kapur. Ha sido asesor histórico tanto en la elaboración de los guiones como en los personajes de las películas  Elizabeth y Las cuatro plumas (película de 2002). También ha colaborado, en distintas tareas, junto a directores como Gillies MacKinnon, Sam Mendes, Jan de Bont y Neil Jordan. 
Es asesor histórico en la película de Shekhar Kapur Elizabeth: La edad de oro (Elizabeth: The Golden Age) así como en el film de Joe Wright Expiación.
Ha sido asesor hístórico en la elaboración del guion y durante el rodaje de la película Ágora del director Alejandro Amenábar

## Obra

### Asesoría y colaboración en las películas
- 1998 - Elizabeth dirigida por Shekhar Kapur, con Cate Blanchett
- 2002 - Las cuatro plumas (película de 2002) (The Four Feathers) dirigida por Shekhar Kapur
- 2007 - Elizabeth: la edad de oro dirigida por Shekhar Kapur (secuela de la película de 1998) -Director adjunto-
- 2007 - Expiación dirigida por Joe Wright, con Keira Knightley
- 2008 - El niño con el pijama de rayas (película) dirigida por Mark Herman
- 2009 - Ágora, dirigida por Alejandro Amenábar, con Rachel Weisz
- 2009 - María, reina de los escoceses (Mary, Queen of Scots), dirigida por Philip Noyce, con Scarlett Johansson
- 2009 - Red Tails producida por George Lucas
- 2010 - Alicia en el país de las maravillas (película de 2010), (Alice in Wonderland) dirigida por Tim Burton, con Johnny Depp

### Series de televisión
- QI (Series 3 a 7). partes 12/13 -Stephen Fry- para la BBC2
- The Tudors (Series 1 to 4). Serie dramática -Jonathan Rhys Meyers- para Showtime
- The Gunpowder Plot: Exploding The Legend para ITV4
- Geldof in Africa para BBC1
- Terry Jones' Barbarians. Series para BBC
- Seven Ages of Britain. 7 Series para Channel 4 presentado por Bettany Hughes
- Ancient Discoveries. 3x1 serie histórica para S4C/ A&E
- $100 Ride. parte 13, narrado por Alexei Sayle para National Geographic.
- Egypt's Golden Empire. 3 horas. Serie documental para BBC/PBS/DDE.
- Time Team - History of Britain, Live from Yord, Series VII, Live, para Channel 4
- Royal Secrets for TLC
- Vikings

### Libros

#### Libro:Gran Bretaña secreta
En octubre de 2009 se publicó el libro de Justin Secret Britain - The Hidden Bits of Our History (Gran Bretaña secreta. Las claves ocultas de nuestra Historia) en el que pone de manifiesto los errores asumidos y los sucesos olvidados, los encubrimientos y las conspiraciones así como las extrañas verdades que a veces hay detrás de algunos de los grandes momentos de la historia británica.

#### Libros publicados
- 2009 - Secret Britain - The Hidden Bits of Our History, ISBN 978-1-84854-198-6
- 2009 - Wonders of the Ancient World, ISBN 978-1-84724-890-9
- 2008 - Charge! The Interesting Bits of Military History, ISBN 0-7195-2304-4
- 2007 - The Interesting Bits: The History You Might Have Missed, ISBN 0-7195-2420-2
- 2007 - The Story of Archaeology, ISBN 1-84724-183-2
- 2006 - The Rise and Fall of Alexandria: Birthplace of the Modern Mind, con Howard Reid, ISBN 0-670-03797-4.
- 2005 - Alfred the Great: The Man Who Made England, ISBN 0-7195-6665-7
- 2003 - Seven Ages of Britain, ISBN 0-340-83040-9